# Марі-Лугова
Марі́-Лугова́ (рос. Мари-Луговая, марій. Олыктӱр) — присілок у складі Звениговського району Марій Ел, Росія. Входить до складу Ісменецького сільського поселення.

## Населення
Населення — 228 осіб (2010; 247 у 2002).
Національний склад (станом на 2002 рік):
- марі — 90 %